# 3D XML
Le 3D XML est un format de données 3D créé par Dassault Systèmes, éditeur de logiciels CAO (CATIA, SolidWorks). La spécification a été rendue publique le 15 juin 2005.
La société, dont tous les produits de la gamme supportent le format, propose également des lecteurs gratuits:
- 3D XML Player est disponible sur plateforme Windows pour Microsoft Office, Internet Explorer et Firefox.
- 3DVIA Player, édité par sa filiale Virtools, est disponible pour la plupart des navigateurs sous Windows et Mac OS X[1].

IBM permet également d'intégrer des objets 3D XML dans les documents Lotus Notes.
Le 3D XML est un container zip pouvant contenir des données en XML et des données propriétaires. Il ne faut pas le confondre avec le format ouvert X3D malgré la proximité des noms.
Dassault Systèmes a d'ailleurs quitté le consortium Web3D afin de développer ce format.
Dassault Systemes of America, filiale américaine de Dassault Systemes, accorde une licence annuelle gratuite, tacitement reconductible ne couvrant que les usages internes.